# Похищение Европы (скульптура и фонтан)
«Похищение Европы» — комплекс из одноимённой скульптуры Оливье Стребеля и фонтана с подсветкой, построенного по проекту скульптора Юрия Платонова. Открыт в сентябре 2002 года в Москве на площади Европы (ныне площадь Евразии).

## История
Официальное открытие фонтана «Похищение Европы» с одноимённой скульптурной композицией бельгийского скульптора Оливье Стребеля состоялось 15 сентября 2002 года. Изначально планировалось возведение фонтана по другому проекту, однако в начале 2002 года правительство Брюсселя подарило Москве скульптуру Стребеля, по решению властей её разместили на площади Европы, а вокруг построили фонтан по проекту скульптора Юрия Платонова
.
Фонтан имел подсветку из примерно тысячи светильников. В 2004 году мэр Москвы Юрий Лужков издал распоряжение о модернизации архитектурно-художественного освещения фонтана. В ходе модернизации количество светильников было увеличено более чем в пять раз. Разработчиком гидродинамического и светодекоративного решения фонтана выступила компания «Эдлайн», являющаяся генподрядчиком Правительства Москвы в создании праздничных подсветок города.

## Художественное решение
Скульптура представляет собой абстрактную конструкцию из стальных труб и иллюстрирует сюжет древнегреческого мифа. Она изображает голову быка и девушку, спрятанную в его рогах, достигающих 18 метров в высоту. Постаментом для неё являются пять чаш, окруженных множеством водных струй — в ложе фонтана установлено 354 форсунки. Внешний диаметр четырёхкаскадной чаши фонтана составляет 50 метров. Под фонтаном располагается 3,5 км нержавеющих труб, обеспечивающих его работу.
Для освещения фонтана используется множество универсальных светильников в бронзовых влагостойких корпусах. Часть из них снабжена 100-ваттными галогенными лампами, излучающими чисто-белый холодный свет, и направленными непосредственно на скульптурную композицию. Остальные — светодиодные светильники, которые смонтированы в приповерхностном слое воды и динамически её подсвечивают, поочередно окрашивая в синий, жёлтый или зелёный. На каждую водную струю в зависимости от некоторых параметров, например, угла вылета и дальности полета, приходится от одного до нескольких трехцветных светодиодных светильников, которые с помощью луча прослеживают каждую траекторию.

## Галерея

Комплекс «Похищение Европы»
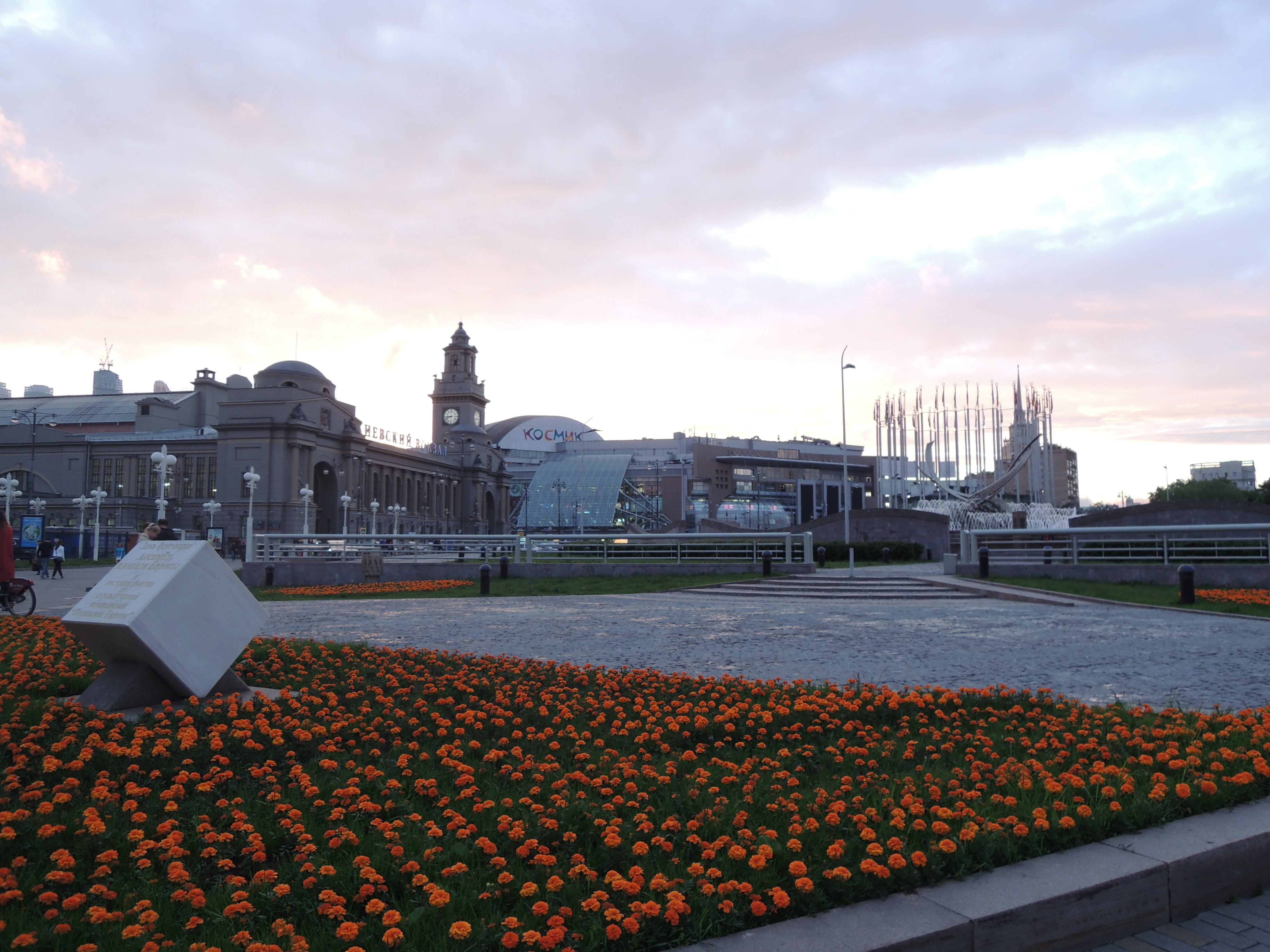
Закладной памятный знак — каменный куб с надписью: «Здесь будет создан Ансамбль площади Европы и построен фонтан со скульптурной композицией „Похищение Европы“. Начало положено в День города 2 сентября 2001 г.», 2015
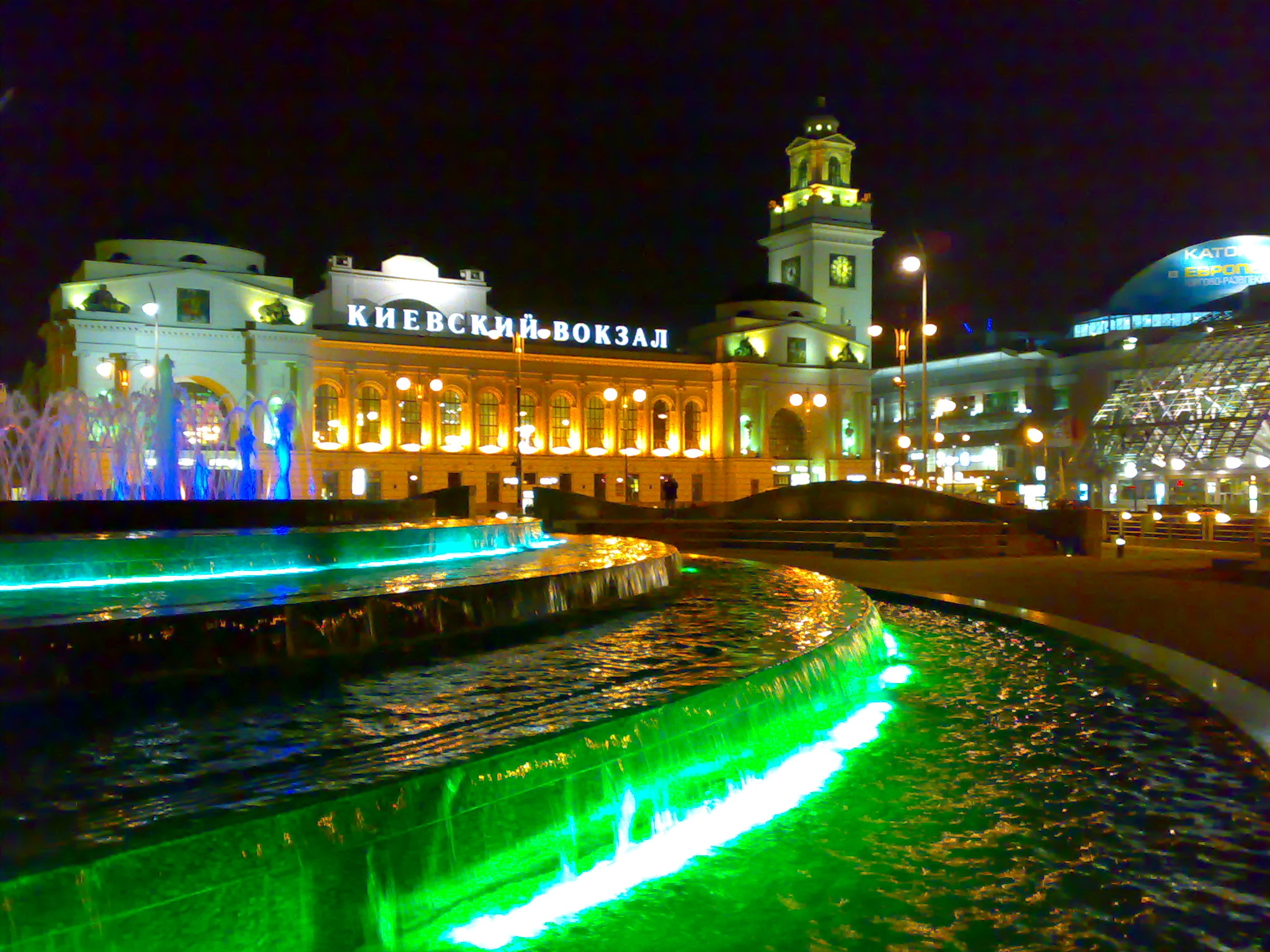
Фонтан и Киевский вокзал ночью, 2008
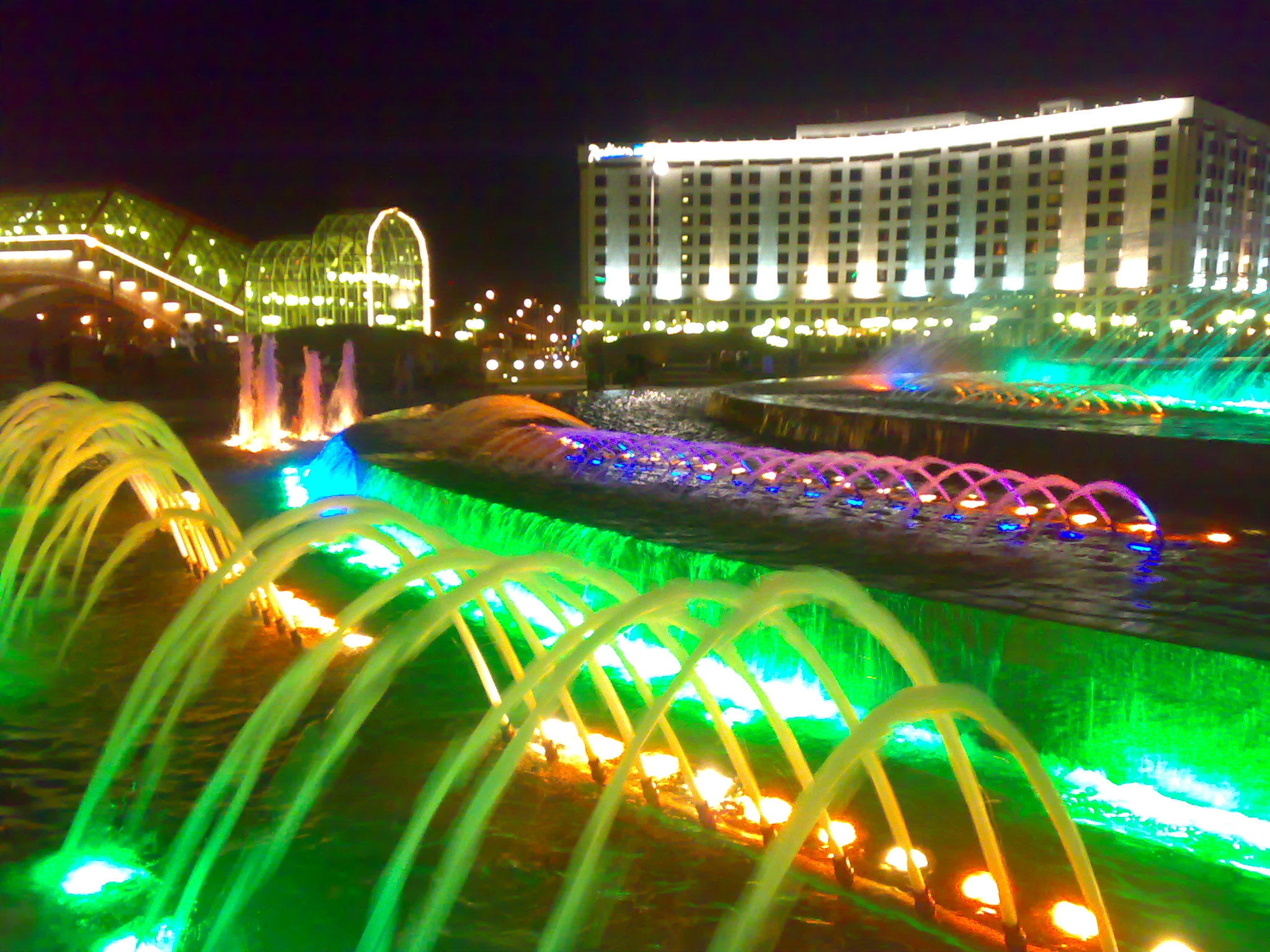
Подсветка фонтана, 2008
Скульптура «Похищение Европы», 2009